# Dilophodes baria
Dilophodes baria är en fjärilsart som beskrevs av Louis Beethoven Prout 1932. Dilophodes baria ingår i släktet Dilophodes och familjen mätare. Inga underarter finns listade i Catalogue of Life.

## Bildgalleri

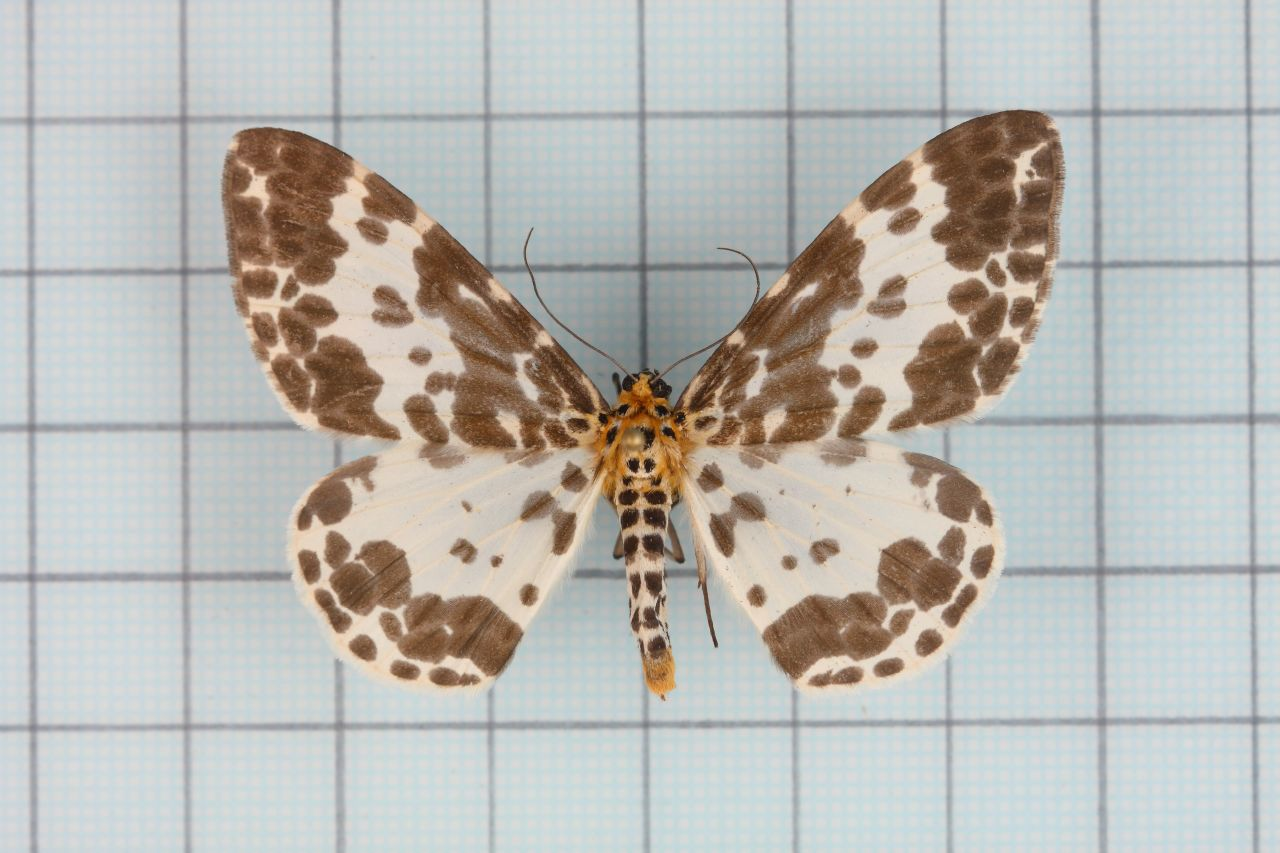